# Парфенюк Ілля Андрійович
Ілля Андрійович Парфенюк або Parfeniuk (13 листопада 2001, Канів) — український співак, автор пісень, інфлюєнсер. 

## Життєпис
Ілля народився у Каневі, Черкаської області, там і закінчив школу. 
З дитинства захоплювався музикою, одразу знав, що саме ця діяльність – це майбутній сенс його життя. З чотирьох років познайомився зі своїм першим музичним інструментом, дядько привіз йому гармошку. У першому класі пішов у музичну школу на баян, але не довчився два роки. Попри це, Ілля має абсолютний слух і опанував майже всі музичні інструменти, не знаючи нот. У 2019 році вступив у Київський Національний університет культури та мистецтв на спеціальність «актор театру та кіно». У 2023 отримав диплом про вищу освіту. Зустрічався з блогеркою, більш відомою як Сімбочка. 2024 року у них народилася донька Соня. Молодий татусь проінформував фанатів як назве майбутню донечку у пісні "Дякую". Незабаром Ілля та Сімбочка закінчили стосунки.

## Кар'єра
У 2022 році дебютував на великій сцені з дебютним треком «Провела екскурсію». Відео з тролейбусу, де Ілля наспівує свій хіт набрало понад 7 мільйонів переглядів у мережі Тік Ток. Артист посів перші місця у топ-чартах стримінгових майданчиків, а також мав потужний актив у соціальних мережах. 
У 2023 випустив свій другий бенгер під назвою «Відриваючись», де незмінно співає про кохання та передає свої істинні почуття. Новим синглом артист остаточно закріпився у топи шоу-бізнесу та знову потрапив у всі чарти на перші місця. 
У травні 2023 року випустив кліп «Провела екскурсію», але з приставкою «2.0», що говорить про випуск не лише відео, але і про оновлену версію самого треку. За сюжетом кліпу, артист зустрічає в тролейбусі дівчину-екскурсовода і закохується в неї. Вечірка у тролейбусі, танці, поцілунки та виступ артиста на даху тролейбусу – все це занурює в атмосферу треку.
Влітку 2023 випусктив вайбовий літній сингл «Долоні». Це романтична історія про взаємовідносини із коханою людиною, де є місце і сваркам, і чуттєвим обіймам. Це те саме кохання з першого погляду та розповідь про подальший розвиток відносин. Сторітелінг про кохання артист підкріплює іронічними фразами та влучними кумедними метафорами. За основу треку “Долоні” артист взяв поєднання ліричного мелодійного хіп-хопу та танцювальних ритмів 80-х.
У серпні 2023 артист випускає новий бенгер під назвою «Поряд» і одразу ж презентує кліп на цю роботу. У кліпі пропагує жіночу натуральність та природню красу, а також вперше показує свою дівчину, відому блогерку у Тік Ток, без свого звичного образу
Восени 2023 року презентує перший в Україні ТікТок серіал для підігріву аудиторії до прем'єри пісні «Мала».

## Дискографія

### Альбоми
- «Врубай» (2024)

### Сингли
- «Провела екскурсію» (2022)
- «Відриваючись» (2023)
- «Провела екскурсію 2.0» (2023)
- «Долоні» (2023)
- «Поряд» (2023)
- «Повільно» (2023)
- «Мала» (2023)
- «Серед вітрів» (2023)
- «Накоїли» (2023)
- «Забий» (2024)
- «Дякую» (2024)
- «На даху» (2024)
- «На даху (Remix)» (2024)
- «Температура» (2024)
- «ДІВ ЧИНА» (2024)
- «Вітер» (2024)
- «Врубай» (2024)

## Відеокліпи
- «Провела екскурсію 2.0» (2023)
- «Поряд» (2023)
- «Дякую» (2024)
- «На даху» (2024)

## Нагороди
Народна премія «Музична Платформа» відзначила понад 20 пісень, які стали знаковими для українців у 2023 році, серед яких з'явився Parfeniuk з треком «Поряд». (2023)